# Naples Foot-Ball Club 1908-1909
Questa voce raccoglie le informazioni riguardanti il Naples nelle competizioni ufficiali della stagione 1908-1909.

## Stagione
In questa stagione il Naples disputò il torneo di Terza Categoria che si svolse nei mesi di marzo e aprile. La squadra napoletana affrontò S.S. Napoli, Open Air e poi in finale l'Audace, che sconfisse conquistando il titolo. Durante la stagione giocò varie amichevoli, tra cui la Coppa Lipton vinta l'11 aprile contro il Palermo.

## Divise
| Manica sinistra · Manica sinistra · Maglietta · Maglietta · Manica destra · Manica destra · Pantaloncini · Calzettoni |

## Rosa
| N. |                        | Ruolo | Calciatore         |
| -- | ---------------------- | ----- | ------------------ |
|    | Italia (bandiera)      | P     | Sofio S.           |
|    | Egitto (bandiera)      | D     | Carlo Garozzo      |
|    | Italia (bandiera)      | D     | Luigi Catterina    |
|    | Italia (bandiera)      | C     | G. Cogi            |
|    | Italia (bandiera)      | C     | Bruno Esposito Lau |
|    | Regno Unito (bandiera) | A     | P. Fallert         |

| N. |                        | Ruolo | Calciatore                |
| -- | ---------------------- | ----- | ------------------------- |
|    | Italia (bandiera)      | A     | Michele Scarfoglio        |
|    | Italia (bandiera)      |       | Mario Hector Bayon (cap.) |
|    | Italia (bandiera)      |       | Augusto Garozzo II        |
|    | Italia (bandiera)      |       | Giulio Goss               |
|    | Regno Unito (bandiera) |       | Hubert Kingdon            |
|    | Inghilterra (bandiera) |       | William Poths             |
|    | Italia (bandiera)      |       | C. Riolo                  |